# Rio do Povoamento
Le rio do Povoamento est une rivière brésilienne de l'État de Santa Catarina.
Il naît dans les montagnes de la serra da Boa Vista (partie de la Serra Geral), sur le territoire de la municipalité d'Anitápolis, environ 20 km au nord de la localité. Il coule vers le sud, traversant le centre d'Anitápolis et se jette dans le rio Braço do Norte 10 km plus au sud.
Le rio do Povoamento fut utilisé pour produire de l'énergie électrique destinée à alimenter la ville d'Anitápolis  jusqu'à il y a quelques dizaines d'années. Les plans d'eau artificiels de l'usine désaffectée sont aujourd'hui utilisés par la population locale à des fins de loisir.